# Carlo Enzo
Carlo Enzo (Burano, 27 giugno 1927 – Venezia, 30 gennaio 2019) è stato un biblista e filosofo italiano.

## Biografia
Carlo Enzo nasce a Burano (Venezia) il 27 giugno 1927.
Il padre, Alessandro, è vetraio in una vetreria di Murano, un mestiere estremamente usurante; uomo concreto e critico nella sua essenziale bontà, morirà appena cinquantenne.
La madre, Flaminia Vio, è una bravissima maestra merlettaia; da lei Carlo, il maggiore di quattro figli, apprende il rigore e lo spirito di rispetto verso l'istituzione.
È la madre - una cattolica laica che vive al servizio della Chiesa - ad accompagnare il piccolo Carlo dalle suore perché serva come chierichetto alla prima Messa. È sempre lei che, nel 1938, accoglie la proposta del parroco di mandare il figlio in seminario a Venezia per permettergli di continuare gli studi, ma preferisce ritardarne l'entrata e chiede alla nipote di ospitare a Venezia il cugino, che potrà così frequentare i primi anni come esterno.
Negli anni di studio ginnasiale Carlo si imbatte per la seconda volta nella lettura della Bibbia. Il primo contatto era stato quando, a 7 anni, aveva deciso di leggere ai fratelli, nella traduzione di Antonio Martini, una vecchia Bibbia trovata in casa, per accompagnarli al sonno. Dal 1938 il contatto è più corposo e sistematico, ma come nel 1934 la lettura lo entusiasma e nello stesso tempo lo delude: egli intuisce infatti la mancanza di adeguate conoscenze e strumenti concettuali per poter penetrare pienamente il messaggio biblico. Ha la stessa reazione anche quando, finito il liceo, sceglie gli studi teologici, dove la lettura della Bibbia è seria e critica, ma rimane, per importanza, sempre la seconda o la terza materia dopo la dogmatica e la morale.
Ordinato sacerdote nel 1950, viene mandato a fare cura pastorale come vicario cooperatore a Caorle, dove nel 1951 accoglie 350 alluvionati del Polesine. Qui, meta preferita di turisti tedeschi, studia da autodidatta la lingua tedesca per "meglio servire la Chiesa". Nel gennaio 1954 viene trasferito con lo stesso incarico nella vicina frazioncina di Ca' Cotoni per divergenze con il parroco di Caorle e a settembre dello stesso anno nella popolare parrocchia di San Giuseppe di Castello a Venezia.
Carlo aveva conosciuto questa comunità quando vi era stato per una stazione quaresimale con il patriarca (Adeodato Piazza) e l'accoglienza ostile degli operai verso una personalità vista come filofascista aveva reso necessaria la scorta della polizia.
A San Giuseppe di Castello Carlo compera un appartamento, indebitandosi, per fare patronato con doposcuola tutti i pomeriggi sino alle 20, e a sera gli incontri con i ragazzi più grandi.
Dal 1954 al '57 insegna alle scuole medie, prima del Lido e poi nella vicina "P.F. Calvi", organizzando anche uno spettacolo per un concorso al teatro "Goldoni".
Nell'ottobre del 1957 il vicario generale Alessandro Maria Gottardi, dopo essersi consultato con monsignor Loris Francesco Capovilla, segretario del cardinale Angelo Giuseppe Roncalli, gli comunica che dovrà andare a studiare a Roma presso la Pontificia Università San Tommaso d'Aquino. Gottardi era stato suo insegnante di teologia e scienze bibliche in seminario e aveva conosciuto il suo profondo interesse per gli studi biblici; ne aveva poi apprezzato la tesi redatta nell'ultimo anno di teologia, dal titolo La 'Giustificazione' nella Lettera ai Romani, in cui analizzava le varie interpretazioni bibliche in maniera diacronica risalendo sino alle tradizioni patristiche. Le due omelie di Carlo a San Giuseppe di Castello ascoltate dallo stesso vicario generale avevano poi confermato quella scelta.
A Roma è ospite presso il Pontificio Collegio Nepomuceno in via Concordia ed è lì che lo viene a prelevare mons. Capovilla per una visita guidata alla città, alla vigilia del Conclave da cui uscirà papa il cardinale Roncalli. A fargli da cicerone è proprio il futuro papa Giovanni XXIII e le bellezze della città illustrate da una guida tanto preziosa assieme al paterno congedo di mons. Capovilla costituiranno il ricordo più bello della sua vita.
Dal 1957 Carlo frequenta quindi il 4º anno presso la Pontificia Università di San Tommaso d'Aquino, dove consegue la Licenza in Theologia Universa in un solo anno con una tesi sui carismi, e contemporaneamente i corsi in Scienze bibliche presso il Pontificio Istituto Biblico, dove perfeziona lo studio dell'ebraico già iniziato in seminario, ma soprattutto ha l'incontro, decisivo per i suoi studi, con il grande biblista, il gesuita Luis Alonso Schökel.
L'anno successivo segue i corsi del quinto anno che gli avrebbero permesso di redigere la tesi su Grazia e benevolenza per la laurea, tesi che non può però portare a termine perché nel 1960 torna a Venezia, chiamato dal patriarca Giovanni Urbani a svolgere la funzione di vicerettore del Seminario Patriarcale, nel burrascoso periodo tra il rettorato di Valentino Vecchi e quello di Aldo Da Villa.
Da vicerettore del seminario insegna anche Scienze bibliche. Diviene in seguito prorettore, sino a quando, nel 1963, chiede di essere sollevato dall'incarico per poter assistere la madre paralizzata ed è quindi ascritto alla parrocchia di San Zaccaria, dove abiterà con la madre sino al 1975.
Qui si fa promotore dell'allestimento e della conduzione di un teatro, dell'organizzazione del cinema per ragazzi, del cineforum, dell'istituzione della biblioteca, mentre cura anche l'esecuzione di opere di risanamento e ristrutturazione di tutti gli ambienti frequentati dai ragazzi.
Continua ad insegnare in seminario, e dal rettore viene mandato nel Benedektinerkloster di Metten a Degendorf (Germania) per preparare alla maturità i seminaristi che studiano la lingua italiana. Dal 1963 compensa l'esiguo stipendio con l'insegnamento nella scuola pubblica, come il liceo classico "Marco Polo", dove matura la sua sottoscrizione nel 1968 delle tesi del "Manifesto".
Il 15 dicembre 1969 viene nominato patriarca di Venezia Albino Luciani e pochi giorni dopo il suo insediamento emerge il suo diverso sentire con Carlo, che, nella mensile lezione culturale al clero, trattando il tema della "Consumatio saeculi" o secolarizzazione nella Bibbia, provoca una dura reazione del presule.
Carlo dà le dimissioni dall'insegnamento in seminario (dapprima ritirate, dopo alcuni mesi definitive), perché lui, che da tempo nella santa messa pratica l'omelia dialogata, non si sente in consonanza con le direttive indicategli.
Sino a questo momento i patriarchi veneziani che avevano conosciuto Carlo (Adeodato Piazza, Carlo Agostini, Angelo Roncalli e Giovanni Urbani) gli avevano dimostrato la loro stima. Proprio il patriarca Giovanni Urbani aveva chiesto al giovane Carlo un commentario al Vangelo di Marco nel 1966.
Sin dagli inizi, accompagna la vita sacerdotale di Carlo una costante e intensa cura pastorale, rivolta sia ai ragazzi che agli adulti, e non solo nelle sue sedi parrocchiali. Più che trentennale è a questo proposito la collaborazione che gli chiede don Aldo Marangoni nella parrocchia di Marghera, nel quartiere Cita, nei difficili anni Settanta e, dagli anni Ottanta, a San Giacomo dell'Orio a Venezia, a testimoniare la stima e l'affetto maturati dagli anni del seminario.
Nel 1975 Carlo si laurea in Filosofia presso l'Università Ca' Foscari di Venezia con una tesi che verrà pubblicata nel 1983, Alle origini dell'utopia messianica.
Insegna quindi filosofia al liceo classico "M. Foscarini" di Venezia e successivamente alle scuole medie della provincia (Oriago e Mestre) e della città (Giudecca).
Nel 1989 va in pensione dall'insegnamento.
Dal 1976 al 1989 tiene alla facoltà di Lettere e Filosofia di Ca' Foscari dei cicli di seminari di Esegesi biblica nell'ambito dei corsi tenuti dal prof. Arnaldo Petterlini e dal 1990 al 2003 dal prof. Romano Madera; dal 2004 al 2014 tiene allo IUAV di Venezia seminari di Antropologia biblica ed Esegesi, invitato dal prof. Renato Rizzi.
Muore all'ospedale Fatebenefratelli di Venezia il 30 gennaio 2019.

## Alcune note sul metodo
Al liceo, Carlo studia filosofia scolastica, propedeutica alla teologia. Nel manuale di Calcagno, Elementa philosophiae scolasticae, trova il capitolo dedicato alle filosofie immanentistiche, che consideravano Dio la natura o non consideravano affatto Dio e consideravano solo la natura. Lo colpisce la figura di Spinoza per la sua vita nascosta, dimessa, umile: scriveva infatti solo per gli amici. Ne legge l'opera Ethica more geometrico, commentata da Giovanni Gentile, più facile da reperire perché considerata meno sospetta del Tractatus theologicus politicus che studierà in seguito, dedicando particolare attenzione al capitolo "De interpretatione".
Spinoza afferma che la Bibbia va letta e interpretata con la Bibbia: era quanto Carlo aveva intuito sin da ragazzo, ma aveva abbandonato quella strada in seminario dove si praticava il metodo storico-critico. Alla Pontificia Università San Tommaso a Roma, il Nuovo Testamento viene studiato ed interpretato secondo il metodo della storia delle forme (Formengeschichtemethode) che applica al testo biblico le regole dello scrivere greco-latino, mentre per il Vecchio Testamento si segue la teoria dei generi letterari.
Al Pontificio Istituto Biblico ha luogo l'incontro con il gesuita spagnolo Luis Alonso Schökel, insegnante di teologia, esegesi ed ermeneutica biblica.
Schökel presta un'attenzione speciale alle particolarità stilistiche e semantiche del lessico biblico, che schiudono un nuovo orizzonte metodologico e tematico, e considera fondamentale per la comprensione dell'intera Bibbia lo studio dei primi tre capitoli di Genesi; egli incoraggia Carlo, verso cui dimostra profonda stima e un'amicizia che durerà sino alla propria scomparsa (1998), ad affinarne l'esegesi e a continuare il suo lavoro. E Carlo torna a Venezia con l'intenzione di mettere a frutto quanto appreso applicando le indicazioni metodologiche spinoziane.
Gli studi di Schoekel su Genesi 1-3 vengono pubblicati in un numero della rivista "Biblica" del 1963.
L'interpretazione di Genesi è alla base di diversi testi di Carlo, dalla tesi di laurea del 1983, all'articolo su "Servitium" del 1996, al testo Adamo, dove sei? del 2002. In parallelo Carlo decide di approfondire la connessione tra i testi di Genesi e il Vangelo di Matteo e dal 1975 scrive diversi appunti che continuamente rivede nel corso degli anni. Da questi nasce il progetto dell'opera in 8 volumi che prende il nome di La generazione di Gesù Cristo nel vangelo di Matteo, che vedrà la pubblicazione a partire dal 2002 ed è tuttora in corso.

## Scritti
- Testo e interpretazione in Weber e Bultmann, Unicopli, Milano 1982
- Alle origini dell'utopia messianica, Antenore, Padova 1983
- Sulla nascita della filosofia medievale, Venezia 1984
- Sitz im Leben e interpretazione, Venezia 1984
- Individuo e comunità, nella riflessione biblica delle scritture antiche Servitium: Quaderni di ricerca spirituale, 1996 n. 107
- Adamo dove sei?, il Saggiatore, Milano 2002
- La terza delle dieci parole di “Esodo” 20 nell’interpretazione di Gesù in Le parole dell'essere: per Emanuele Severino a cura di Petterlini A., Brianese G. e Goggi G., Pearson Italia S.p.a 2005

- Il Progetto di Mondo e di Uomo delle Generazioni di Israele (Genesi 1-4), Mimesis, Milano 2010 (Opera, vol. 1)
- La Generazione di Gesù Cristo nel Vangelo secondo Matteo. I. Gli Inizi, Mimesis, Milano 2010 (Opera, vol. 2)
- La Generazione di Gesù Cristo nel Vangelo secondo Matteo. II. La Legge, Mimesis, Milano 2010 (Opera, vol. 3)
- Le prime dieci parole di YHWH a Israele in Panta , Decalogo, a cura di Donà M. e Toffolo R., Bompiani, 2010 n. 29
- La Generazione di Gesù Cristo nel Vangelo secondo Matteo. III. La Regola dell'Apostolo, Mimesis, Milano 2011 (Opera, vol. 4)
- La Generazione di Gesù Cristo nel Vangelo secondo Matteo. IV. Il Regno dei Cieli, Mimesis, Milano 2012 (Opera, vol. 5)
- La Generazione di Gesù Cristo nel Vangelo secondo Matteo. V. La Ecclesia di Gesù Cristo, Mimesis, Milano 2018 (Opera, vol. 6)
- La Generazione di Gesù Cristo nel Vangelo secondo Matteo. VII. La consegna del figlio dell'Adamo, Mimesis, Milano 2014 (Opera, vol. 8)
- Genere adamico. Riflessioni sui testi fondativi della tradizione spirituale occidentale che si trovano nei primi quattro capitoli di Genesi, Servitium: Quaderni di ricerca spirituale, 2016 n. 228

## Interventi alla radio
- Giuda: consegnare e tradire: Marco 14,43-52 con Ludwig Monti, 3 marzo 2013
- Sulla barca le parole del regno – Matteo 13, con Romano Madera, 18 novembre 2012
- Le parole del regno Matteo 13

## Attività didattica
- Carlo Enzo. Due lezioni bibliche: Il “mondo” del nostro Dio, Rovato 2.3.2005 e L’ “uomo” del nostro Dio, Rovato 9.3.2005
- Lo Spirito di Cristo nel progetto messianico, comunità della parrocchia di S. Giacomo, Venezia
- La rivelazione secondo la Bibbia, Università degli studi di Venezia, Dipartimento di filosofia e Teoria della scienza, Anno accademico 2003-2004, 2003
- Seminario sul “Der Mann Moses und die monotheistische religion”, 2008
- Incontro tra Carlo Enzo e Romano Madera, 13 marzo 2012, IUAV (Venezia)
- ‘ôLaM, il progetto consegnato, Le decadi, dieci incontri con pensatori eccellenti sul tema “Le potenze invisibili”, 27 febbraio 2015, IUAV (Venezia)